# Bitwa pod Fryburgiem (1644)
Bitwa pod Fryburgiem (zwana też Trzydniową bitwą) – starcie zbrojne, które miało miejsce 3 sierpnia, 5 sierpnia i 9 sierpnia 1644 podczas wojny trzydziestoletniej.
Okopana armia bawarska dowodzona przez von Mercy'ego wycofała się po trzech oddzielnych bitwach z atakującą ją armią francuską dowodzoną przez Kondeusza Wielkiego i marszałka Turenne'a. Po zwycięstwie Francuzi zdobyli miasto Fryburg. Bitwa pod Fryburgiem znana jest jako najkrwawsza bitwa wojny trzydziestoletniej.
Bitwa ta często jest mylona z bitwą pod Freibergiem z 1762.

## Przebieg bitwy
Armia bawarska von Mercy'ego (15 000 żołnierzy i 28 dział) zajmowała umocnioną pozycję kilka kilometrów przed Fryburgiem. Francuzi (16 000 żołnierzy i 40 dział) podzielili się na dwie grupy – Turenne rankiem 3 sierpnia ruszył lasami i wąwozami by obejść lewe skrzydło armii bawarskiej, Kondeusz natomiast zajął pozycje od czoła Bawarczyków. Bitwa rozpoczęła się o godzinie 17, gdy Kondeusz podjął decyzję o natarciu na wzgórze Schönberg. Po ciężkich walkach Francuzi do wieczora zdołali opanować większość umocnień bawarskich. W tym czasie Turenne około godziny 17 wpadł na zasieki, uwikłał się w walkę i nie mógł przeprowadzić skoordynowanego z akcją Kondeusza ataku na tyły nieprzyjaciela. Kłopoty Turenne'a pozwoliły wojskom von Mercy'ego skierować przeciw niemu swoje odwody, dzięki czemu Francuzom nie udało się złamać oporu armii bawarskiej.
Nocą armia bawarska porzuciła zajmowaną dotychczas pozycję i zajęła uprzednio przygotowaną pozycję na Josephbergu. Nowe pozycje bawarskie Francuzi zaatakowali swym prawym skrzydłem rankiem 5 sierpnia, zostali jednak odparci. Podczas wymiany ognia artyleryjskiego większość dział francuskich została uszkodzona celnym ogniem bawarskich kanonierów. Po południu Francuzi znów ruszyli do ataku i ponownie zostali odparci – tym razem przez spieszoną jazdę bawarską.
Trzy dni armia francuska stała naprzeciw pozycji bawarskich, po czym wycofała się. Straciła w bitwie około 6000 żołnierzy.

## Literatura
- Mała Encyklopedia Wojskowa, 1967, Wydanie I